# 夏原諒
夏原 諒（なつはら りょう、1975年6月21日 - ）は、東京都出身の俳優。本名は加藤 大治郎（かとう だいじろう）、旧芸名は夏原 遼。
父は俳優の加藤剛。母は女優・声優の伊藤牧子。弟は加藤頼。
身長177cm。血液型A型。

## 来歴・人物
- 音大出身。歌唱を得意とするが、声楽科ではなく器楽科の出身である。
- 大学卒業後、アルトサックス奏者として活動するが、2003年頃に俳優に転向。
- 本名名義で、ジャズのCDを出している。
- 「夏原」という芸名は、誕生日の6月21日が夏至であることに由来する。
- 本名の「大治郎」は、誕生時に父が舞台で演じていた剣客商売の登場人物・秋山大治郎に由来する。
- 2013年9月3日、名前の表記を現在の夏原「諒」に改めたことを自身のブログにて発表。

## 出演

### テレビドラマ
- 月曜ドラマスペシャル 「西村京太郎サスペンス 冤罪II」（TBS）
- 茂七の事件簿 新ふしぎ草紙 第2話「落葉なしの椎」（NHK）
- 都をどり殺人事件（CX）
- 女と愛とミステリー 「さすらい署長・こまち田沢湖殺人事件」(TX)
- 水戸黄門（TBS / C.A.L）
  - 第32部 第8話「決戦!加賀百万石・金沢」（2003年9月22日） - 久野逸平 役
  - 第40部 第12話「藩主の嫁も楽じゃない・鶴岡」（2009年10月26日） - 酒井忠真 役
- 新選組!（2004年、NHK大河ドラマ） - 寺島忠三郎 役
- ナショナル劇場50周年記念特別企画 「大岡越前」 2時間スペシャル（2006年3月20日、TBS / C.A.L） - 徳川通春 役
- 契約結婚（東海テレビ） - 片桐整三 役
- 純情きらり（NHK連続テレビ小説） - 高橋 役
- 逃亡者 おりん 第11話 「裏切りに哭いた愛」（2007年1月12日、テレビ東京 / C.A.L） - 筧喬之助 役
- 金曜時代劇 密命 寒月霞斬り（2008年、テレビ東京） - 斎木高玖 役
- 水曜ミステリー9（TX）
  - 「森村誠一サスペンス 刑事の証明3」（2012年5月23日） - 桜塚徹 役
  - 「森村誠一サスペンス 刑事の証明6」（2013年10月9日） - 児島亘 役
  - 「トラベルライター青木亜木子2」（2014年1月15日） - 上田達郎 役
- 刑事吉永誠一 涙の事件簿 第1話（2013年10月11日、テレビ東京）- 三上達也 役

### 旅番組
- いい旅・夢気分 (TX)加藤剛と親子出演
- キッチンワゴンがゆく！日本列島・海岸線の旅 －千葉 銚子→九十九里浜－ (NHK)番組たまご

### バラエティ
- 踊る!さんま御殿!! 日本テレビ
- 爆笑100分テレビ!平成ファミリーズ 日本テレビ
- 太田光の私が総理大臣になったら…秘書田中。 日本テレビ
- 快傑えみちゃんねる 関西テレビ
- レディス4 テレビ東京 加藤剛と親子出演
- メレンゲの気持ち 日本テレビ 加藤剛、加藤頼と親子出演

### 映画
- いつかA列車に乗って
- ウイニング・パス
- いのちの山河〜日本の青空II〜
- ゲゲゲの女房
- 楫取素彦物語〜生涯の至誠〜 (2015年 ヒューストン国際映画祭 歴史部門グランプリ受賞作品)
- 牧水 あくがれのみなかみ

### 舞台
- ミュージカル「FAME」
- IMAGINE 9.11（2010年9月）
- マクベス（2010年12月）
- 冬の星座（2011年2月）
- 天切り松闇がたり〜衣紋坂から〜（2011年6月）
- IMAGINE 9.11（2011年9月）
- Bouquet de Concert（2011年9月）
- Bouquet de Concert（2012年4月）
- Bouquet de Concert（2012年7月）
- Bouquet de Concert（2012年9月）
- 朗読劇『少年口伝隊一九四五』（2017年8月9日、練馬文化センター小ホール）演出:保坂延彦[1][2][3]

### CM
- シャディ